# Jiří Dikast z Mířkova
Jiří Dikast z Mířkova (asi 1559, Mířkov – březen 1630, Žitava) byl český ultrakvistický kněz, spisovatel, překladatel, v letech 1619–1621 působil jako administrátor podobojí. Po bitvě na Bílé hoře byl v prosinci 1621 vykázán z Prahy, poté žil a zemřel jako exulant v Horní Lužici. Další formy jeho jména jsou: Dicastus, Dikastus, Dykast, Dykastus, Miřkovský, Miřskovský, Miřkavský, Mirskovinus nebo Mirzkonius. Ve svém díle Postila použil jméno „Jiřík Dikastus Miřkovský“.

## Biografie
Narodil se kolem roku 1559–1560 v Mířkově u Horšovského Týna a svou rodnou ves připojil ke svému jménu. Jeho otec byl Václav. Dikast studoval na latinské škole v Žatci, k jeho učitelům patřili například Jiří Ostracius, Pavel Philopater, Jakub Strabo Klatovský, Jiří Sušilius a Václav Posthumius. Poté studoval pravděpodobně v Lipsku, kde v roce 1577 dosáhl magisterské hodnosti a byl ordinován na kněze.
Po návratu z Lipska působil Dikast jako kněz v Lomnici nad Popelkou, tam se mu narodil syn Jan. S manželkou Kateřinou měl celkem pět dětí, kromě syna Jana měl dcery Dorotu, Annu Bohumilu, Elissu, Apolenu. Dcera Apolena zemřela už v roce 1590 a Anna Bohumila v roce 1613. Za zmínku stojí i to, že rodina byla poměrně majetná, v roce 1613 vlastnil tento kněz v Kutné Hoře dům a půjčoval peníze bohatým kutnohorským měšťanům.
Od roku 1589 pracoval Jiří Dikast v Jičíně. V roce 1605 byl soukromým vychovatelem dětí Jana Rudolfa Trčky z Lípy na Opočně, od podzimu 1608 působil v utrakvistické církevní správě v Prostějově a po roce 1610 se přestěhoval do Prahy. Tam byl nejprve farářem v kostele svatého Štěpána a na jaře 1615 po Eliášovi Šúdovi ze Semanína v Týnském chrámu. V období 1617–1618 (po smrti Jiřího Tesáka) spravoval farnost a kostel svatého Haštala. Už od roku 1614 byl členem utrakvistické konzistoře a po úmrtí Zikmunda Crinita se v září 1619 stal jejím administrátorem. Z titulu funkce administrátora korunoval dne 4. listopadu 1619 spolu s Janem Cyrilem Třebíčským, seniorem bratrské církve, Fridricha Falckého na českého krále.

Po bělohorské porážce českých stavů vedl z příkazu místodržících jednání o podmínkách setrvání utrakvistických kněží v Praze a pokoušel se dosáhnout i výjimky pro svůj vlastní pobyt v zemi, což podle některých moderních historiků zapříčinilo nevoli jeho souvěrců.
Dikast nedovedl snášeti se zmužilou srdnatostí útrapy, jež na národ český padaly. Prosil za slitování, milosrdenství, dovolával se k soucitu lidí, ano počal jako třtina se klátiti. Pochleboval vítězům, prohlašoval Bedřicha Falckého, jemuž někdy vyprošoval božské požehnání, za nepřítele vlasti a veřejnými modlitbami prosil za další šťastné vítězství pro Ferdinanda II.
Avšak marné bylo všechno namáhání.
DVORSKÝ, František. Založení kláštera Valdického Albrechtem z Waldšteina. Časopis Musea království Českého. Praha 1901, ročník 75, č. 2, s. 192
V prosinci 1621 byl Jiří Dikast vykázán ze země, v roce 1622 pobýval v Lipsku a zemřel v březnu 1630 v exilu v Žitavě. Jeho syn Jan zůstal v zemi, konvertoval ke katolicismu a stal se purkmistem města Prostějov.

## Dílo
České a latinské spisy Jiřího Dikasta zahrnují kromě jiného pohřební kázání, liturgické modlitby a duchovní písně. Dikast rovněž překládal z latiny náboženskou literaturu a příležitostně psal latinskou poezii, dochovanou v několika sbornících. Mezi humanisty byl oblíbený, řada z nich mu připsala svá díla, např. Jan Campanus Vodňanský, Jan Gryll z Gryllova nebo Jiří Carolides z Karlsperka a obdivoval jej i tiskař Jiří Nigrin. Hlavním Dikastovým dílem je tištěná dvoudílná Postila (1612, 1614), určená pro kazatele podobojí.